# TK-210
ТК-210 – kadłub radzieckiego okrętu podwodnego projektu 941 (oznaczenie rosyjskie Akuła, oznaczenie kodowe NATO: typ Typhoon). Budowę rozpoczęto w Siewierodwińsku w późnych latach 80. XX wieku, ale została przerwana przed ukończeniem. Kadłub zdemontowano w 1990 roku.